# Дело о пеликанах (роман)
«Де́ло о пелика́нах» — юридический триллер американского автора Джона Гришэма, который он написал в 1992 году. В том же году вышло в свет издание романа в жёсткой обложке, выпущенное издательством Doubleday, и одноимённый фильм по мотивам романа. Роман занял второе место в списке бестселлеров по версии Publishers Weekly за 1992 год.

## Описание сюжета
Убиты двое судей Верховного суда США. Студентка юридического колледжа Дарби Шо задаётся вопросом: решение по какому процессу могло объединить погибших судей и кому это решение могло помешать. Она исследует «Дело о пеликанах», где экологическая организация «Зелёный фонд» выступила против плана прокладки канала через дельту Миссисипи, так как там водятся виды птиц, находящиеся под угрозой исчезновения. Дарби удаётся выяснить, что за лабиринтом корпораций-ответчиков стоит миллионер Виктор Маттис, который в своё время, обнаружив крупное месторождение нефти, тайно скупил земли вокруг него. Однако «Зелёный фонд» подал в суд, требуя остановить работы по нефтедобыче, а судья оставил запрет в силе. Юристы вашингтонской фирмы «Уайт энд Блазевич» советуют Маттису убить судей Розенберга и Джейнсена, рассчитывая на положительное решение Верховного суда. Сотрудник фирмы Кёртис Морган нечаянно прихватил со стола начальника записку с этим советом и сделал с неё копии. Опасаясь за свою жизнь, он делает письменное признание и оставляет его в депонированном сейфе. Профессиональный убийца Камель убивает обоих судей. Морган вступает в телефонный контакт с Греем Грантэмом, репортёром «Вашингтон Пост», воспользовавшись именем Гарсия. Грантэм вычисляет телефонную будку, из которой звонил Гарсия, его фотограф делает снимок Гарсии у телефонной будки, однако Гарсия отказывается от встречи с Грантэмом.
По просьбе Дарби её возлюбленный профессор Каллаган передает информацию своему однокурснику Гэвину Верееку, работающему в ФБР, но директор ФБР Войлз считает, что это тупиковая версия. Глава аппарата Белого дома Флетчер Коул боится огласки, так как Маттис пожертвовал 4 миллиона долларов на избирательную кампанию президента. Президент просит Войлза забыть об этом деле, а сам поручает директору ЦРУ Глински провести проверку. Люди Маттиса взрывают Каллагана в его машине. Дарби чудом выживает и вынуждена скрываться. Боевики Маттиса, агенты ФБР и ЦРУ ведут поиски Дарби. Она вступает в контакт с Верееком, но люди Маттиса следят и за ним. Камель убивает Вереека и под его видом встречается с Дарби, однако погибает от рук агента ЦРУ под псевдонимом "Руперт" . Дарби входит в контакт с Грантэмом и знакомит его с делом о пеликанах, они предполагают, что Гарсия работал в фирме «Уайт энд Блазевич». Проведя опрос студентов, проходивших практику в фирме, они устанавливают личность Моргана, его вдова разрешает им использовать материалы мужа. Грантэм выпускает сенсационную статью в газете, Маттис отзывает боевиков, Войлз помогает Дарби выбраться из страны. Она поселяется на острове Карибского моря, вскоре к ней приезжает Грантэм, чтобы продолжить начавшийся между ними роман.